# Йохан Георг фон Залм-Нойфвил
Йохан Георг фон Залм-Даун-Ньофвил (на немски: Johann Georg von Salm-Dhaun-Neuviller; * ок. 1580/1581; † 13 септември 1650) е вилд и Рейнграф в Залм-Нойфвил и Финстинген.

## Произход
Той е вторият син на Фридрих фон Залм-Нойфвил († 1608), вилд- и рейнграф в Залм-Нойфвил, госоподар на Лангенщайн, Дилек, Фистинген и Боневил, и първата му съпруга графиня Франциска фон Залм-Баденвайлер († 1587), дъщеря на граф Йохан VII фон Залм († 1548) и Луиза де Щайнвил († 1586). По-големият му брат Филип Ото (1575 – 1634) e княз на Залм 1623 г., вилд-и Рейнграф цу Даун, Кирбург, Рейнграфенщайн, губернатор на Нанси. Сестрите му са Юлиана Урсула (1572 – 1614), омъжена 1592 г. за маркграф Георг Фридрих фон Баден-Дурлах (1573 – 1638), Франциска (ок. 1580 – 1619), омъжена 1598 г. за княз Йохан Георг I фон Хоенцолерн-Хехинген (1577 – 1623), Елизабет (ок. 1577 – 1611), абатиса в Ремиремонт, и Анна (1582 – 1636), омъжена 1605 г. за граф Йохан Райнхард I фон Ханау-Лихтенберг. По-малкият му полубрат Фридрих I Магнус (1606 – 1673) е вилд- и рейнграф цу Залм, губернатор на Маастрихт.

## Фамилия
Първи брак: на 21 октомври 1609 г. с Маргарета фон Мансфелд-Хинтерорт-Пютлинген (* август 1592; † 1638), дъщеря на граф Ернст VI фон Мансфелд-Хинтерорт (1561 – 1609) и първата му съпруга Юлиана фон Кирбург-Пютлинген (1551 – 1607). Те имат две дъщери:
- Елизабет фон Пютлинген (* 1620; † 22 август 1649), омъжена на 30 октомври 1643 г. за Йохан Лудвиг фон Салм-Даун, вилд- и Рейнграф цу Даун, граф цу Залм (1620 – 1673)
- Анна Мария фон Даун-Нойфвил († сл. 1655), омъжена I. за Ахил, бастард де Лорен, граф де Роморантин, II. 1655 г. за граф Йохан Антон Крац фон Шарфенщайн

Втори брак: на 17 ноември 1644 г. с Анна Мария фон Крихинген (* 7 април 1614; † 7 ноември 1676), наследничка на Пютлинген, дъщеря на фрайхер Петер Ернст II фон Крихинген († 1633), господар на Питинген, и Анна Сибила фон Насау-Вайлбург († 1643). Бракът е бездетен.
Вдовицата му Анна Мария фон Крихинген се омъжва на 26 януари 1656 г. в Даун за граф Лудвиг фон Золмс-Браунфелс (1614 – 1676), син на граф Вилхелм I фон Золмс-Браунфелс (1570 – 1635) и графиня Мария Амалия фон Насау-Диленбург (1582 – 1635).